# Шпиколосы (Золочевский район)
Шпиколосы (укр. Шпиколоси) — село в Поморянской поселковой общине Золочевского района Львовской области Украины.
Население по переписи 2001 года составляло 868 человек. Занимает площадь 3,249 км². Почтовый индекс — 80755. Телефонный код — 3265.